# Ховд (аймак)
Эта статья — о монгольском аймаке. Другие значения: Ховд (значения)
Ховд (ранее Кобдо́ский айма́к; (монг. Ховд аймаг?, ᠬᠣᠪᠳᠤ
ᠠᠶᠢᠮᠠᠭ?) — административно-территориальная единица Монголии.
На западе граничит с Синьцзян-Уйгурским автономным районом КНР, на северо-западе — с аймаком Баян-Улгий, на севере — с Убсунурским, на востоке и северо-востоке — с Дзабханским и Гоби-Алтайским аймаками Монголии. Аймак богат промысловыми и дикими животными. Выявлены месторождения нефти, угля, полиметаллов, золота, серебра и других полезных ископаемых.

## География
Аймак расположен на территории Монгольского Алтая, Котловины Больших озёр и большей части Гобийского Алтая. Самой высокой точкой является вершина Таван хумст горы Мунхайрхан — 4204 м над уровнем моря. Самая низкая точка — Бот Цонжийн говь — 1126 м над уровнем моря, расположена в оазисе Джунгарской Гоби.
Климат — резко континентальный.

## Реки и озёра
Озёра Хар-Ус-Нуур, Доргон-Нур, Хар-Нуур и прилегающие к ним территории в 1997 году были отнесены к разряду особо охраняемых территорий. Кроме этих больших озёр в аймаке Ховд расположены несколько озёр, уникальных по разным характеристикам — Цэцэг-нур, Холбоо Хох-нур. Также, в аймаке протекают крупные реки — берущие начало в Монгольском Алтае — Ховд, Буянт, Булган, Бодонч, Цэнхэр. В устьях не замерзающих зимой рек Чоно харайх, Лун, Хом зимуют лебеди и утки.
Самой крупной из названных рек является Ховд, длина которой составляет 516 км, ширина — от 80 до 140 м, глубина — от 1,5 до 3 м. Эта река несёт свои воды в озеро Хар-Ус-Нуур.

## Фауна
По мнению учёных, на территории аймака Ховд обитает более 330 видов позвоночных. Из них 90 видов млекопитающих, 220 видов птиц, 11 видов пресмыкающихся, 8 видов рыб, 1 вид амфибий. В аймаке Ховд зарегистрирован 71 вид позвоночных, которые редко встречаются в мире, и сейчас активно изучаются.

## История
Аймак Ховд образован в 1931 году.

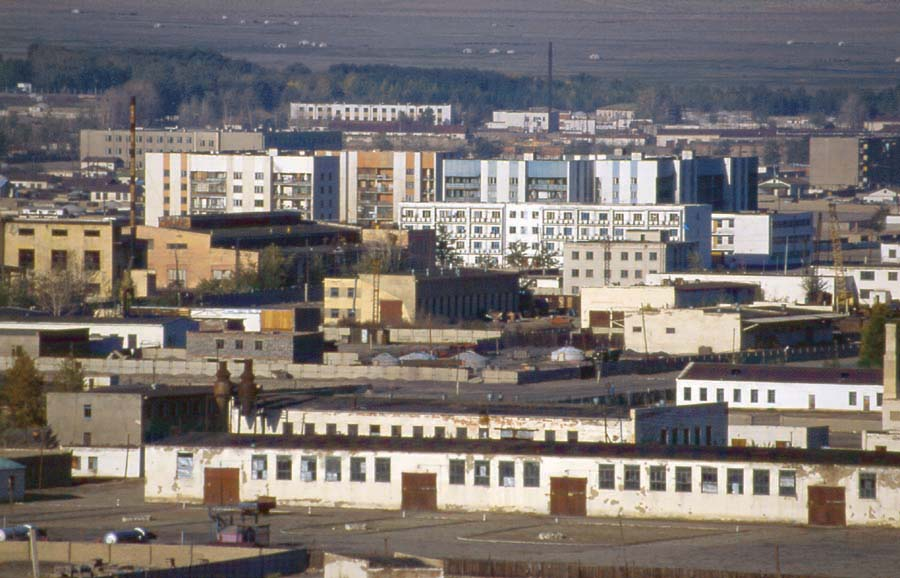
Город Ховд

Город Ховд является старейшим в Монголии. Это административный, экономический, культурный центр аймака. История Ховда восходит к 1685 году, когда джунгарский Галдан-Бошогту-хан в целях противодействия маньчжурской агрессии основал здесь свою ставку. С 1762 на берегу реки Ховд уже появился настоящий город.

### Награды
Орден Трудового Красного Знамени 

## Население
По данным 2004 года население аймака составляет 91,8 тысяч человек. Из них 50,8 % — женщины и 49,2 % — мужчины. Дети до 16 лет — 36,1 %; молодёжь до 36 лет — 35,4 %; взрослое население до 55 лет — 20 %; 8,5 % — пожилые люди старше 55 лет. Аймак Ховд является единственным аймаком в Монголии, где проживают представители более 19 этнических групп. Так, халха-монголы составляют 25,6 % населения; захчины — 24 %; 10,1 % — казахи; 9,1 % — торгуты; 7,5 % — олёты; 7,1 % — урянхайцы; 4,7 % — мянгаты; 4,6 % — дэрбэты.

## Административно-территориальная структура

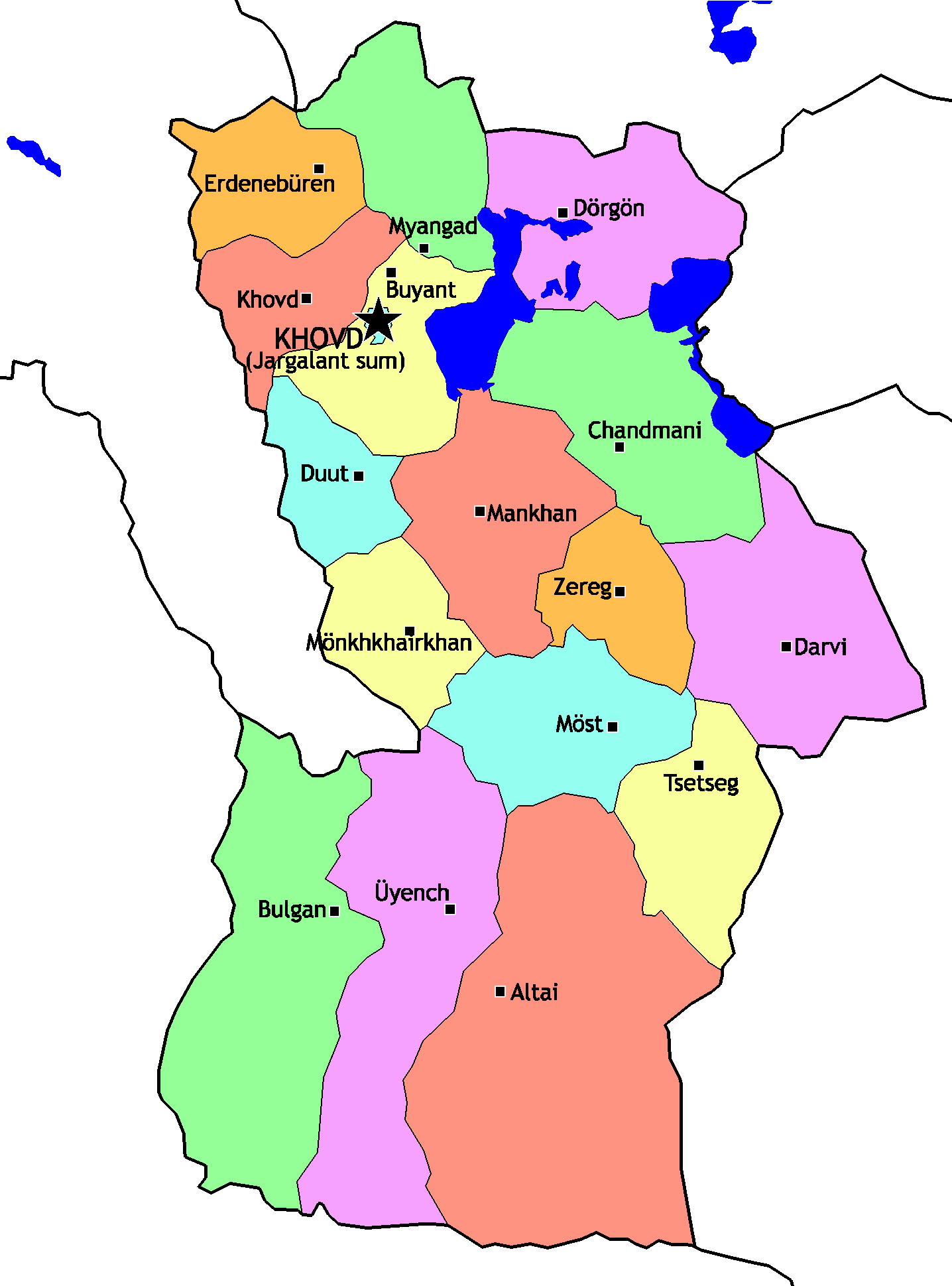
Сомоны аймака Ховд

Согласно указу N1 Великого Государственного Хурала от 2003 года аймак Ховд был утверждён центром развития Западного региона Монголии.
Структура органов управления представлена Хуралом представителей граждан и Губернатором. Президиум Хурала состоит из 30 депутатов, Председателя, Секретаря Президиума Хурала представителей граждан и аппарата Хурала. Губернатор осуществляет исполнительную власть, назначается и освобождается от должности по представлению Хурала Премьер-министром Монголии.
В административно-территориальном отношении аймак Ховд разделён на 17 сомонов, которые в свою очередь разделены на 91 баг.
| №  | Сомон       | Оригинальное название | Население, чел. (1979) | Население, чел. (1991) | Население, чел. (2007) | Население центра сомона, чел. | Площадь, км² | Плотность, чел./км² | Дистанция до адм. центра аймака Ховд, км |
| -- | ----------- | --------------------- | ---------------------- | ---------------------- | ---------------------- | ----------------------------- | ------------ | ------------------- | ---------------------------------------- |
| 1  | Алтай       | Алтай                 | 2141                   | 2712                   | 3 234                  | 767                           | 13 144       | 0,25                | 310                                      |
| 2  | Булган      | Булган                | 7052                   | 9169                   | 9634                   | 3 171                         | 8104         | 1,19                | 335                                      |
| 3  | Буянт       | Буянт                 | 3361                   | 4386                   | 3533                   | 1 568                         | 3759         | 0,96                | 19                                       |
| 4  | Чандмань    | Чандмань              | 2311                   | 2963                   | 3155                   | 689                           | 6016         | 0,52                | 160                                      |
| 5  | Дарви       | Дарви                 | 2402                   | 2775                   | 2596                   | 579                           | 5604         | 0,47                | 204                                      |
| 6  | Дерген      | Дөргөн                | 1715                   | 2555                   | 3015                   | 659                           | 4128         | 0,73                | 106                                      |
| 7  | Дуут        | Дуут                  | 1675                   | 2189                   | 2094                   | 502                           | 2146         | 0,98                | 76                                       |
| 8  | Эрдэнэбурэн | Эрдэнэбурэн           | 2258                   | 3210                   | 3372                   | 696                           | 2772         | 1,22                | 60                                       |
| 9  | Жаргалант*  | Ховд                  | 17 620                 | 26 877                 | 29 207                 | 28 601*                       | 70           | 417,24              | 0                                        |
| 10 | Ховд        | Дунд-Ус               | 3927                   | 4850                   | 4589                   | 719                           | 2830         | 1,63                | 27                                       |
| 11 | Манхан      | Манхан                | 3273                   | 4352                   | 4526                   | 1 258                         | 4330         | 1,05                | 80                                       |
| 12 | Мёнххайрхан | Мөнххайрхан           | 1811                   | 2337                   | 2554                   | 744                           | 2554         | 1,06                | 155                                      |
| 13 | Мёст        | Мөст                  | 3239                   | 4092                   | 3577                   | 809                           | 3927         | 0,91                | 180                                      |
| 14 | Мянгад      | Мянгад                | 2940                   | 4552                   | 3662                   | 713                           | 3258         | 1,12                | 35                                       |
| 15 | Цэцэг       | Цэцэг                 | 2189                   | 2645                   | 2531                   | 570                           | 3491         | 0,72                | 216                                      |
| 16 | Уенч        | Үенч                  | 2575                   | 3913                   | 4760                   | 1 452                         | 7476         | 0,64                | 305                                      |
| 17 | Зэрэг       | Зэрэг                 | 2388                   | 3092                   | 3078                   | 796                           | 2524         | 1,23                | 130                                      |

* - Адм. центр аймака город Ховд

## Экономика
Общая площадь аймака Ховд — 7 606 038 га, из них сельскохозяйственные земли составляют 6 577 890 га, 33 311 га — земли населённых пунктов. 16 295 га — земли специального пользования; 644 366 га занимают леса; 255 215 га — озёра, реки, ручьи; 4637 га — государственный резервный фонд.
В декабре 1995 года осуществлено соединение ЛЭП-220 КВ "Хандагайты-Улангом" и начаты поставки электроэнергии из ОЭС Сибири в западную энергосистему Монголии. Данный переток осуществляется несмотря на дефицит электроэнергии в республики Тыва, в виду неполной замкнутости внутриреспубликанского энергетического кольца. Позже в аймаке была построена Дургунская ГЭС-1 мощностью 12МВт, что уже сейчас позволило значительно сократить поставки электроэнергии из России, а в будущем их прекратить. В связи с этим сложились благоприятные условия для создания малых и средних предприятий.
На территории аймака 757 хозяйственных единиц, из которых 10 относятся к государственной и муниципальной собственности, 6 компаний, 156 кооперативов, 178 товариществ, 214 бюджетных организаций и 33 общественных организации.
В аймаке действует пищевой комбинат, предприятие по первичной обработке шерсти, пуха и шкур, предприятие по производству войлока и валенок, цементный завод, который производит 10-15 тысяч тонн цемента в год, и другие предприятия строительства, транспорта, связи (сеть «Мобиком»), оптовые фирмы и другие.
Сегодня в аймаке Ховд действуют коммерческие банки и их филиалы — Анод, ХААН, Хас, Хадгаламж, Зоос и Шуудан, которые могут производить денежные переводы в разные уголки мира.
Важное значение для развития туристического потенциала региона, имеет международный аэропорт в г. Ховд.

## Животноводство
По данным 2004 года поголовье скота в аймаке составило 17 884 372 голов. Из них 569 верблюдов (16,6 %), 73 182 лошади (73,2 %), 83 566 коров (82,6 %), 628 897 овец (62,9 %), 6348 коз (98,6 %).
По данным конца 2004 года 11 992 семьи имеют скот, из которых 2887 семей (24 %) имеют больше 500 голов скота, 3255 (27,2 %) — свыше 200 голов, 2493 (20,8 %) — свыше 100 голов, 1253 (10,5 %) — больше 50 986 семей скота не имеют. В прошлом году было зарегистрировано более 90 животноводов, имеющих свыше 1000 голов скота.

## Сельское хозяйство
Помимо животноводства в аймаке Ховд активно развиваются другие отрасли экономики. Так, в прошлом году[когда?] под пашни было обработано 200 тысяч гектаров земли. С этой площади был собран урожай в количестве 12 920,8 тонн. Из них 702,6 т — зерна, 4945,7 т — овощей, 5806,9 т — картофеля, 1459,5 т — кормовых культур, 6,1 т — масленичных культур.

## Культура
Разработана программа до 2010 г. улучшения качества обслуживания населения. В аймаке действуют 16 культурных центров, 3 учреждения культуры. В центре аймака работают драматический театр, Центральная библиотека, краеведческий музей.

## Культурно-исторические памятники
В аймаке Ховд сохранилось множество культурно-исторических памятников. В частности, в городе Ховд находятся руины стен старой китайской крепости «Сангийн хэрэм», разрушенной монголами после взятия крепости штурмом в 1912 году в ходе антикитайской освободительной войны. В сомоне Манхан расположены наскальные письмена — «Улан толгой бичгээс». В сомоне Уенч — наскальные рисунки в ущелье Ямаан-Ус. В сомоне Мост в долине реки Бодонч-Гол сохранились курганы и комплекс оленных камней.

## Медицина
В аймаке активно развивается медицина и медицинское обслуживание. В 2001 г. был основан лечебно-диагностический центр Западного региона Монголии. Кроме того, действуют 4 частных больницы, 7 участковых медпунктов, в которых работают 382 медработника. В настоящее время на 1000 человек приходится 13,6 врача, 42,8 со медработников со средним медицинским образованием. Соотношение врачей, медработников со средним медицинским образованием и медсестер составляет 1:1:9[уточнить]. На одного врача приходится в среднем 735 пациентов, на одного фельдшера приходится 233 пациента.

## Образование
71 % населения в возрасте от 16 до 49 лет имеют полное и неполное среднее, а также высшее образование. Каждый пятый учится. 89 % детей от 8 до 15 лет учатся в школе, а 45 % детей от 2 до 7 лет посещают дошкольные образовательные учреждения. В государственных и частных университетах обучаются более 2500 студентов, в 23 школах учится 21 266 детей, в 25 детских садах воспитывается 2710 детей. В этих учреждениях работают более 1200 учителей и воспитателей. С 2004—2005 учебного года общеобразовательные средние школы начинают переходить на одиннадцатилетнее обучение. Поэтому 1495 учеников 7 лет уже обучаются в школе.
90 % преподавателей Ховдского Государственного Университета имеют учёные степени кандидата и доктора наук, магистра. 48,7 % учителей средних школ имеют профессиональный разряд и 1,2 % имеют степень магистра. В отделе образования и культуры работают 16 методистов, а при отделе действует центр дистанционного обучения, центр повышения квалификации воспитателей детских садов и консультационный центр для студентов вузов.